# لیوه‌درگه
لیوه‌درگه (به لاتین: Livədirgə یا Livədirqə) یک منطقه مسکونی در جمهوری آذربایجان است که در شهرستان لریک واقع شده است.

## جمعیت
لیوه‌درگه ۱۱۳۷ نفر جمعیت دارد.

## ریشه واژه
لیو یا لو در زبان تالشی به‌معنی رود کوچک و باریک است، و حرف میانوند است و درگه یا دیرقه اشاره به نام قدیمی این ناحیه دارد و معنی کامل آن می‌شود روستای درقه که در کنار یک رودخانه باریک قرار گرفته.